# Вансверд
Вансверд (нід. Wanswerd, фриз. Wânswert) — село в нідерландській провінції Фрисландія. Входить до муніципалітету Північно-Східна Фрисландія.
Його площа — 6,80 км², а населення станом на 2021 рік становило 220 осіб.
Перша згадка про населений пункт датується 13-м сторіччям.

## Галерея

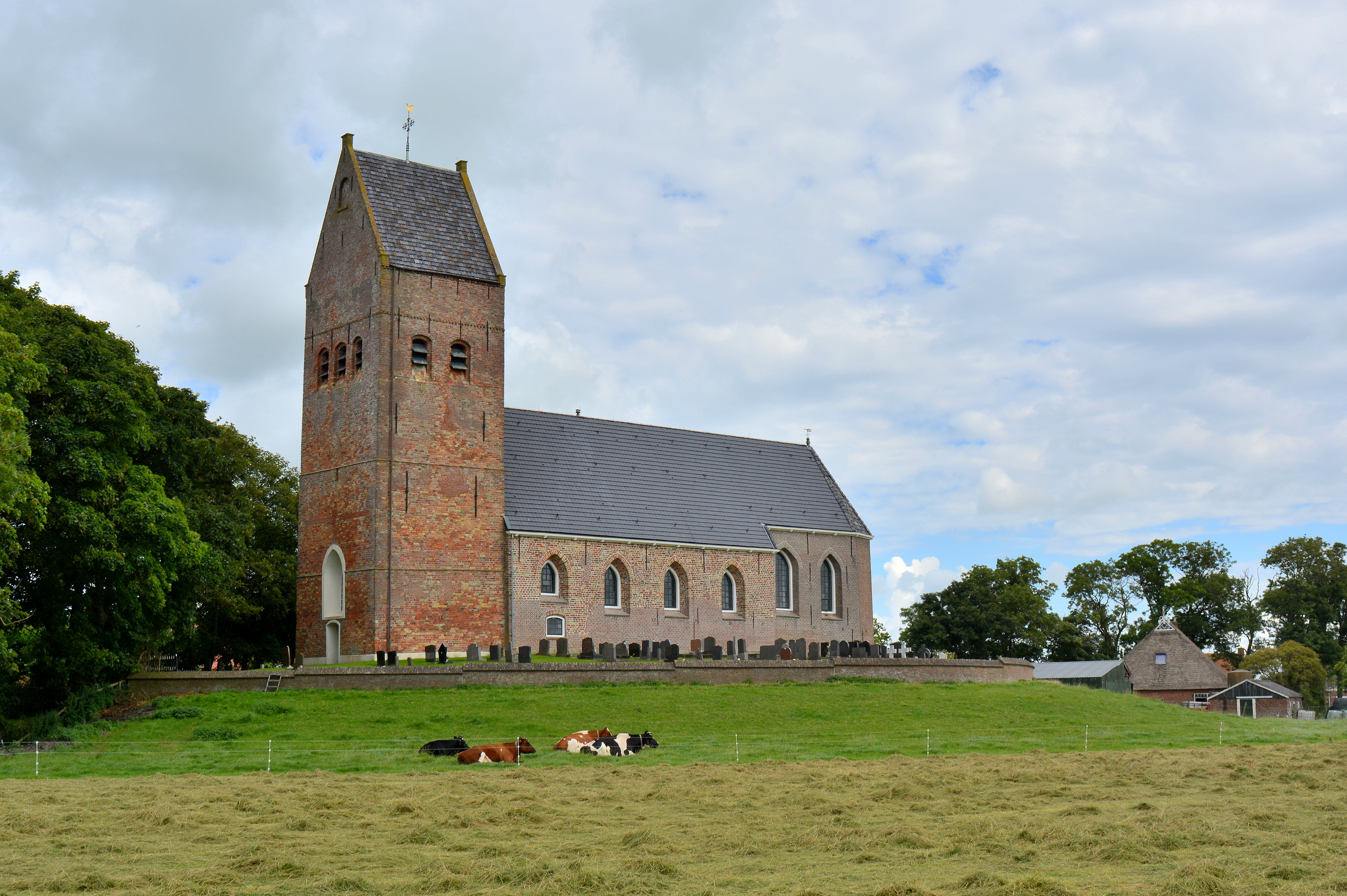
Реформістська церква
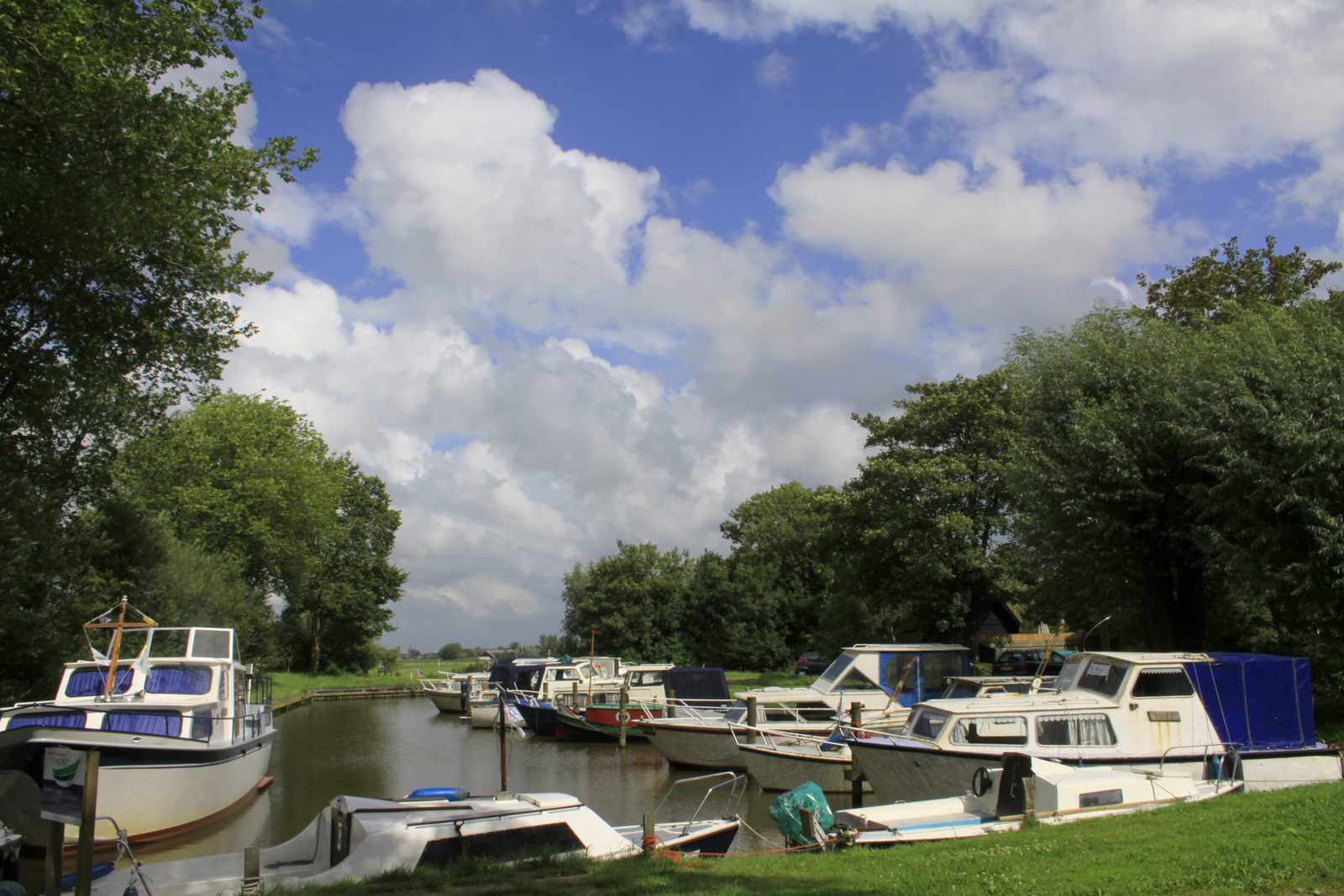
Стоянка човнів у селі
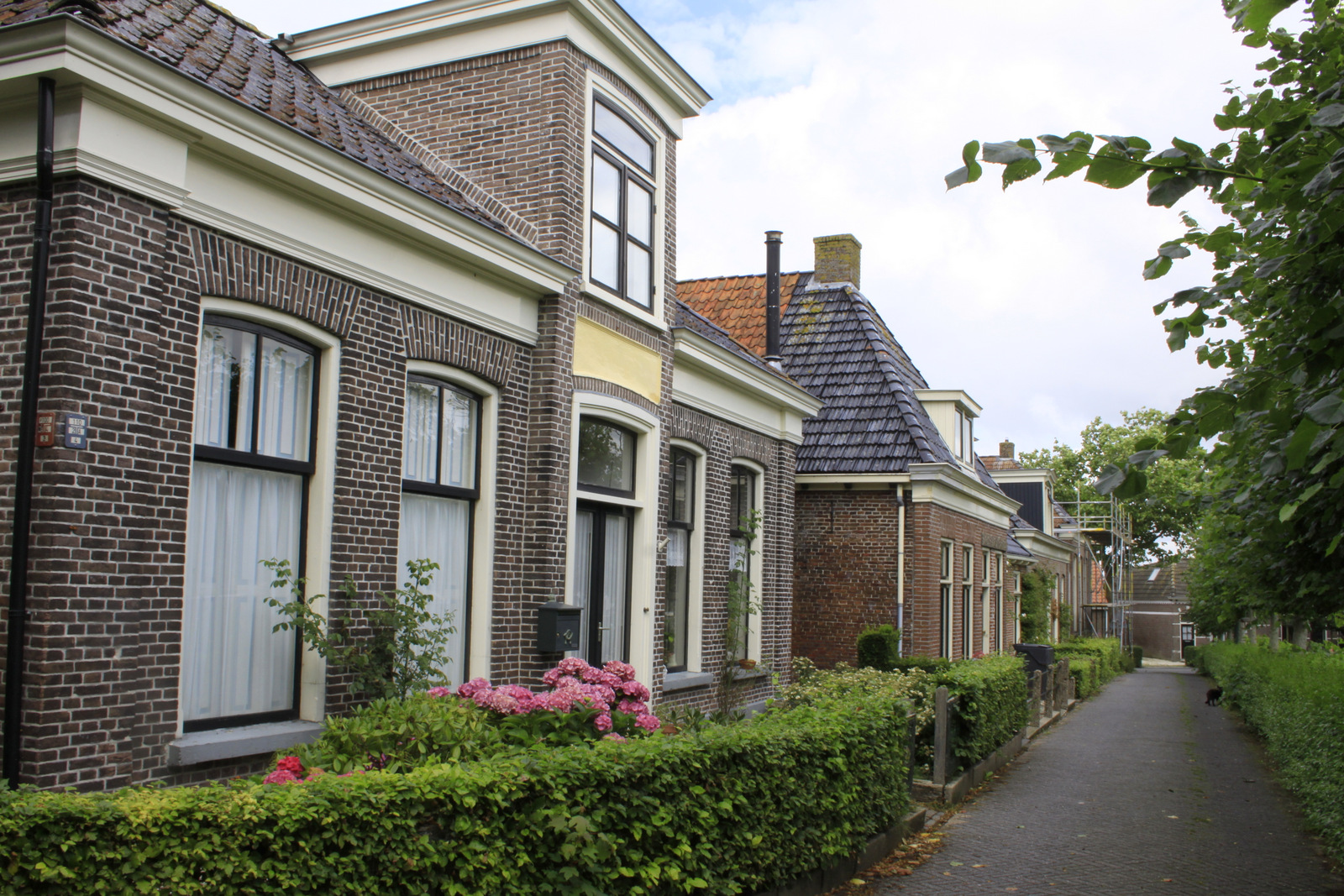
Сільська забудова
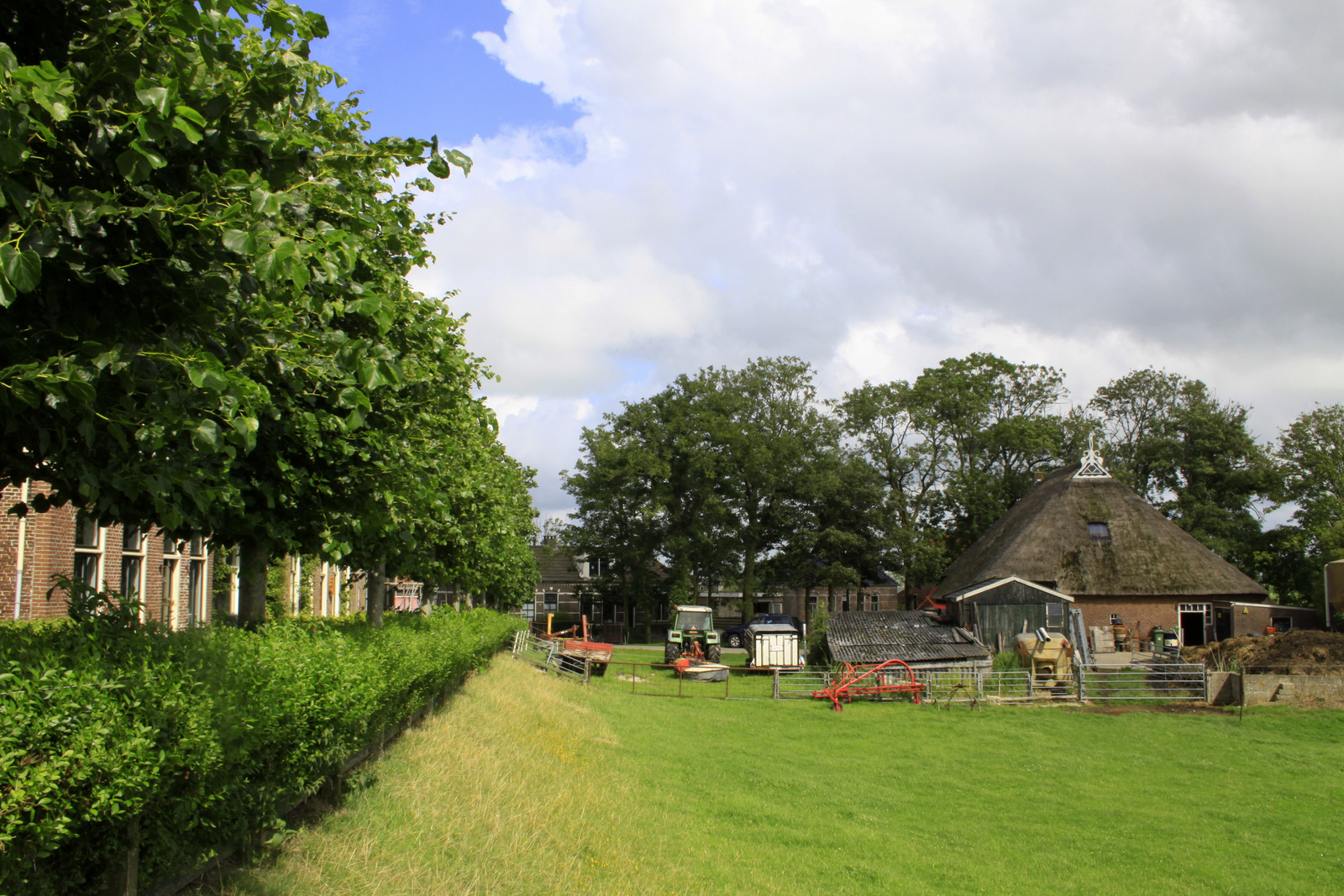
Ферма у Вансверді